# Łazy (Bielsko)
Pour les articles homonymes, voir Łazy.
Łazy est une localité polonaise de la gmina de Jasienica, située dans le powiat de Bielsko-Biała en voïvodie de Silésie.